# Niederdorf (Sachsen)
Niederdorf ist eine Gemeinde im Erzgebirgskreis in Sachsen. Zusammen mit der Großen Kreisstadt Stollberg bildet Niederdorf die Verwaltungsgemeinschaft Stollberg/Niederdorf.

## Geografie und Verkehr

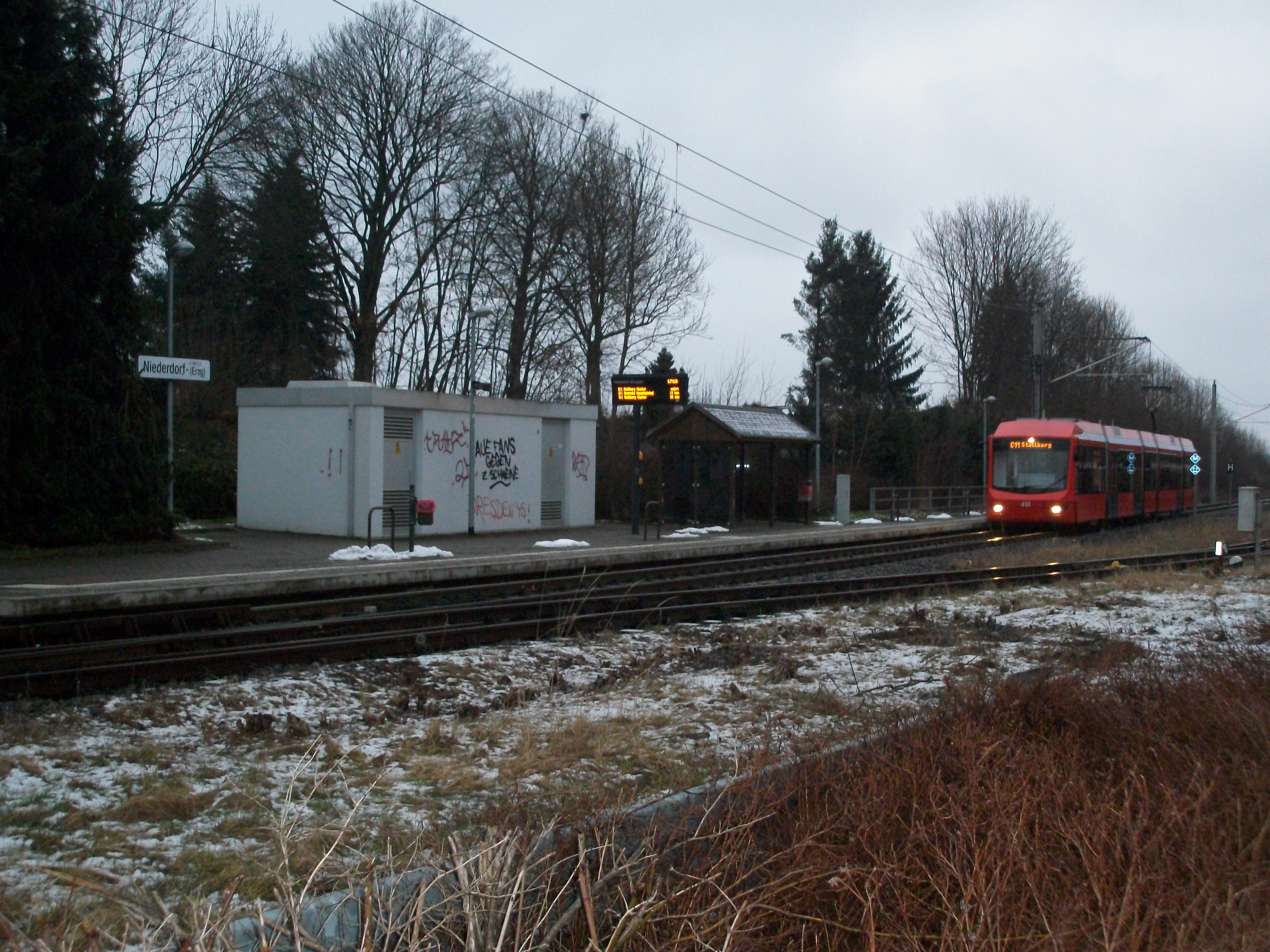
Haltepunkt Niederdorf (Erzgeb) mit Citybahn (2016)

Das als Waldhufendorf gegründete Niederdorf liegt an der B 169 zwischen Stollberg und Chemnitz, im Tal des Gablenzbaches. Die Bahnstrecke Chemnitz–Stollberg, betrieben durch die City-Bahn Chemnitz, führt durch die Gemeinde und hat hier auch eine Haltestelle. Die durch das Gemeindegebiet verlaufende A 72 ist über den Anschluss Stollberg-Nord zu erreichen. Der Ort liegt ca. 18 km südwestlich von Chemnitz und 2 km nordöstlich von Stollberg/Erzgeb.

### Nachbarorte
| Lugau            |                                             | Jahnsdorf |
| Niederwürschnitz | Kompassrose, die auf Nachbargemeinden zeigt |           |
|                  | Stollberg                                   | Thalheim  |

## Geschichte

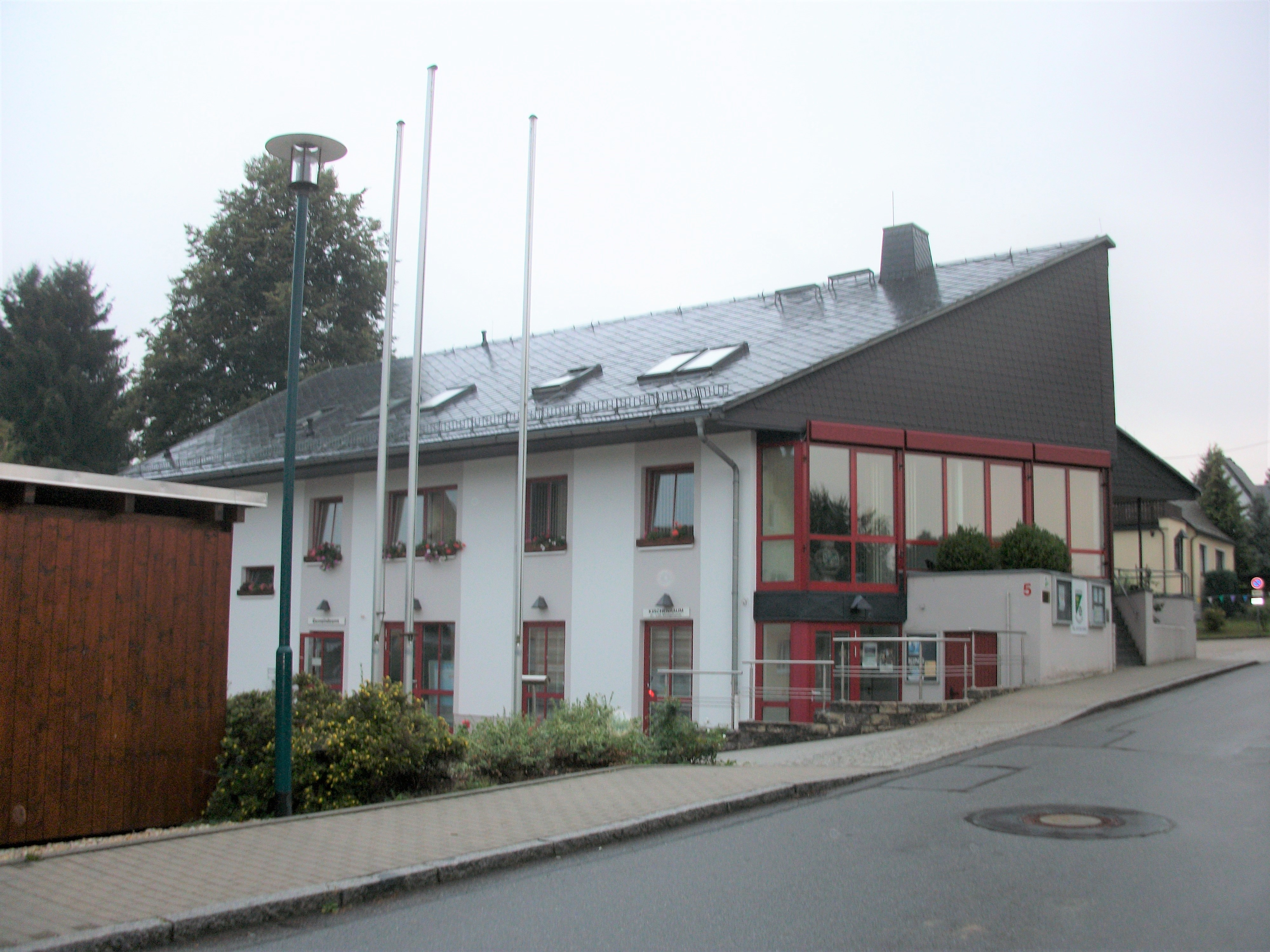
Gemeindeamt Niederdorf

Das zweireihige Waldhufendorf Niederdorf wurde am 2. Mai 1447 als Nyderndorff erstmals urkundlich erwähnt, als Matthias Schlick von Lazan die Herrschaft Stollberg vom sächsischen Kurfürsten Friedrich II. verliehen bekam. Als Lagebezeichnung zu Stollberg ist der Ortsname in Zusammenhang mit den südlich gelegenen Dörfern Mitteldorf und Oberdorf zu sehen. Das Dorf gehört zum Rittergutsbezirk Hoheneck (späteres Amt Stollberg). Das älteste vorhandene Gerichtsbuch wurde 1541 angelegt. 1552 war der Ort dem Rittergut Stollberg zugehörig. Um 1600 bestanden im Dorf die sogenannte Schössermühle mit 3 Mahlgängen sowie eine Brett- und Lohmühle. Nach Pfaffenhain zu liegen sieben größere Gehöfte, die den Namen Sieben Höfe tragen.
August Schumann nennt 1820 zum unmittelbaren Amtsdorf Niederdorf unter dem Amt Grünhain „gegen 90 Häuser, 450 Einwohner, 3 Mühlen mit 4 Gängen, und [es] ist nach Stollberg eingepfarrt.“ Im Laufe der Industrialisierung entstanden vor allem kleinere Betriebe.
Niederdorf gehört heute zu den kleinsten, aber auch wirtschaftsstärksten Gemeinden im Erzgebirgskreis.

## Politik

### Gemeinderat
Nach der Gemeinderatswahl am 9. Juni 2024 verteilten sich die 10 Sitze des Gemeinderates folgendermaßen auf die einzelnen Gruppierungen:
- CDU: 4 Sitze
- Niederdorfer Bürger: 4 Sitze
- Zukunft Niederdorf: 2 Sitze

| Gemeinderat ab 2024Insgesamt 10 Sitze - ZN: 2 - CDU: 4 - NB: 4 | Liste               | 2024   | 2024   | 2019   | 2019   | 2014   | 2014   |
| Gemeinderat ab 2024Insgesamt 10 Sitze - ZN: 2 - CDU: 4 - NB: 4 | Liste               | Sitze  | in %   | Sitze  | in %   | Sitze  | in %   |
| Gemeinderat ab 2024Insgesamt 10 Sitze - ZN: 2 - CDU: 4 - NB: 4 | CDU                 | 4      | 40,4   | 5      | 45,2   | 9      | 75,3   |
| Gemeinderat ab 2024Insgesamt 10 Sitze - ZN: 2 - CDU: 4 - NB: 4 | Niederdorfer Bürger | 4      | 36,9   | 3      | 26,0   | –      | –      |
| Gemeinderat ab 2024Insgesamt 10 Sitze - ZN: 2 - CDU: 4 - NB: 4 | Zukunft Niederdorf  | 2      | 19,5   | 2      | 21,6   | –      | –      |
| Gemeinderat ab 2024Insgesamt 10 Sitze - ZN: 2 - CDU: 4 - NB: 4 | SPD                 | –      | 3,1    | –      | –      | –      | 7,2    |
| Gemeinderat ab 2024Insgesamt 10 Sitze - ZN: 2 - CDU: 4 - NB: 4 | Grüne               | –      | –      | –      | 7,2    | –      | –      |
| Gemeinderat ab 2024Insgesamt 10 Sitze - ZN: 2 - CDU: 4 - NB: 4 | Liste 3             | –      | –      | –      | –      | 1      | 9,7    |
| Gemeinderat ab 2024Insgesamt 10 Sitze - ZN: 2 - CDU: 4 - NB: 4 | NPD                 | –      | –      | –      | –      | –      | 7,8    |
| Gemeinderat ab 2024Insgesamt 10 Sitze - ZN: 2 - CDU: 4 - NB: 4 | Wahlbeteiligung     | 77,1 % | 77,1 % | 73,8 % | 73,8 % | 58,3 % | 58,3 % |

### Bürgermeister
Im Juni 2022 wurde Stephan Weinrich als einziger angetretener Kandidat im ersten Wahlgang im Amt bestätigt und wiederholt zum Bürgermeister gewählt.
Zur Landtagswahl 2024 stellte sich der Weinrich zur Wahl, unterlag jedoch der AfD-Kandidatin Katja Dietz. Aufgrund seiner Stellung auf Listenplatz 24 zog er trotzdem in den Landtag ein. Da der Posten eines hauptamtlichen Bürgermeisters nicht mit dem eines Landtagsabgeordneten vereinbar ist, übernahm der 1. stellvertretende Bürgermeister Roland Lippmann (CDU) ab dem 1. Oktober 2024 die Verpflichtungen des Bürgermeisters. Durch eine Änderung der Hauptsatzung der Gemeinde wurde das Amt wieder ehrenamtlich und damit kompatibel mit einem Landtagsmandat. Bei der Neuwahl im Jahr 2025 setzte sich Weinrich mit 60,5 % gegen seinen Gegenkandidaten Sven Wildenhayn (Fraktion Niederdorfer Bürger) durch, der 39,5 % der Stimmen erhielt.
| Wahl | Bürgermeister    | Vorschlag | Wahlergebnis (in %) |
| ---- | ---------------- | --------- | ------------------- |
| 2025 | Stephan Weinrich | CDU       | 60,5                |
| 2022 | Stephan Weinrich | CDU       | 99,7                |
| 2015 | Stephan Weinrich | CDU       | 53,1                |
| 2008 | Roland Lippmann  | CDU       | 100,0               |
| 2001 | Roland Lippmann  | CDU       | 99,1                |
| 1994 | Roland Lippmann  | CDU       | 97,3                |

## Entwicklung der Einwohnerzahl
| Jahr | Einwohnerzahl                             |
| ---- | ----------------------------------------- |
| 1551 | 32 besessene Mann, 81 Inwohner            |
| 1764 | 23 besessene Mann, 24 Häusler; 18 ½ Hufen |
| 1834 | 586                                       |
| 1871 | 1.095                                     |
| 1890 | 1.360                                     |

| Jahr | Einwohnerzahl |
| ---- | ------------- |
| 1910 | 1.552         |
| 1925 | 1.616         |
| 1939 | 1.952         |
| 1946 | 2.107         |
| 1950 | 2.297         |

| Jahr | Einwohnerzahl |
| ---- | ------------- |
| 1964 | 1.889         |
| 1990 | 1.287         |
| 2000 | 1.388         |
| 2010 | 1.309         |
| 2012 | 1.217         |

| Jahr | Einwohnerzahl |
| ---- | ------------- |
| 2013 | 1.191         |
| 2014 | 1.192         |
| 2015 | 1.265         |
| 2022 | 1281          |

## Kultur und Sehenswürdigkeiten
- siehe auch: Liste der Kulturdenkmale in Niederdorf

## Persönlichkeit
- Rudolf Käubler (1904–1989), Geograf